# Adetus obliquatus
Adetus obliquatus là một loài bọ cánh cứng trong họ Cerambycidae.